# Зеље
Зеље (лат. Rumex patientia) је зељаста вишегодишња биљка из породице троскота (Polygonaceae). Зеље је популарно као самоникла јестива биљка, а у неким крајевима се и гаји. Из корена зеља издвојен је румицин.